# Punta Médanos
La punta Médanos, también llamada punta Sur del cabo San Antonio, es una localidad y un paraje situado en el Partido de La Costa, Provincia de Buenos Aires. Es el extremo meridional del cabo San Antonio y el lugar que se encuentra en el punto más oriental de la Costa Argentina continental. Se halla ubicada a orillas del mar Argentino del océano Atlántico.

## Descripción

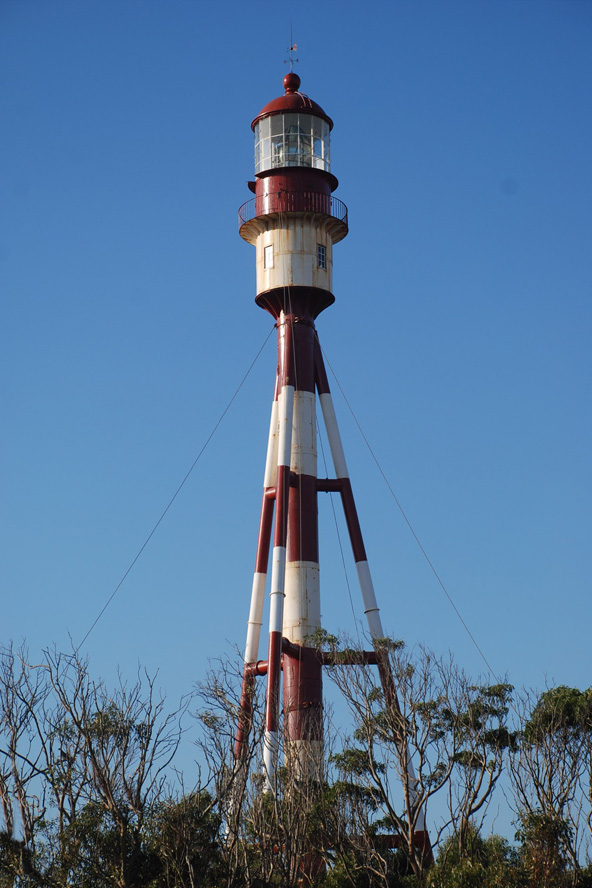
El Faro Punta Médanos.

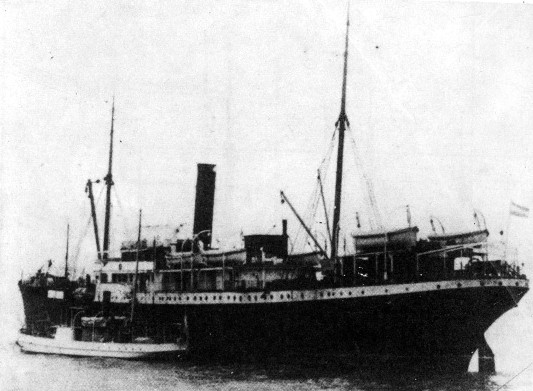
El Barco argentino Presidente Mitre fue interceptado durante la Primera Guerra Mundial por el crucero británico “Orama” en el Atlántico Sur a unas 12 millas de Punta Médanos.

El nombre lo toma por ser zona de dunas de gran altura y de hasta 5 km de ancho, formadas por la acción del mar y el viento. Aquí se encuentra el Faro de Punta Médanos, construido en 1893.
Existen varios proyectos —algunos en marcha— para efectuar urbanizaciones que le den habitabilidad y servicios plenos a esta localidad del Partido de La Costa. Unos kilómetros antes, existe el emprendimiento «Rincón de Cobo», y en las inmediaciones del camino que permite el acceso al mar, hay al menos otras dos urbanizaciones privadas. El estado de avance es menor, estando en ejecución las primeras etapas de los proyectos en curso. Sobre la playa existe un estacionamiento que suele ser usado en el verano por campistas que estacionan sus vehículos, sobre todo 'motorhomes', y disfrutan de la playa. Durante la temporada de verano la poca infraestructura turística se ubica en las cercanías de este espacio, que corona el camino pavimentado que baja a la playa desde la ruta. El tradicional camping de Punta Médanos, perteneciente a la Marina se encuentra cerrado, aproximadamente, desde 2007. Justamente lindante a este camping está en marcha la construcción de uno de los mencionados emprendimientos inmobiliarios. A través de conversaciones con los pocos lugareños la idea instalada vincula el cierre del camping al desarrollo de inversiones en bienes raíces en el lugar.

## Atractivos
En esta localidad se encuentran vestigios de barcos hundidos. Los más importantes son:
- Vencedor: un vapor argentino construido en el año 1900 que realizaba el recorrido Buenos Aires-Mar del Plata. Encalló en 1936 a 5 km al norte del Faro. Sus restos no son visibles.
- Triunfo: un vapor construido en 1887 y quedó varado en el año 1941 a 2800 m al norte del faro Punta Médanos. Sus restos no son visibles.
- Anna: sus restos se hallan desde julio de 1891 a 600 m de la costa, sobre un campo perteneciente a la familia Cobo.
- Karnak: un vapor alemán construido en el año 1872. En el año 1873 quedó varado en Punta Arena pero pudo ser reflotado. No obstante, el 23 de enero de 1878 encalló definitivamente a 4 km al sur del Faro de Punta Médanos. Sus restos aún se observan a simple vista en 2011, con marea baja.[2]